# Pinassa
|  | No s'ha de confondre amb Pi negre. |

La pinassa (Pinus nigra subsp. salzmannii), coneguda com a pi negral a les Terres de l'Ebre, és la subespècie de Pinus nigra present als Països Catalans. Es troba principalment a la península Ibèrica, amb algunes poblacions residuals a França, el Marroc i Algèria.

## Noms comuns
Pinus nigra subsp. salzmannii rep diversos noms comuns en català, alguns compartits per altres espècies de pins: pinassa, gargalla, pi gargallà, pi gargalla, pi carrasser, pi escarrassó, escarrassó, lora, lores, melis, pi melis, pi, pi bord, pi larici, pi mascle, pi negral, pi negre, pi cerrut, pi serrut, pi sorrut, pina.

## Distribució

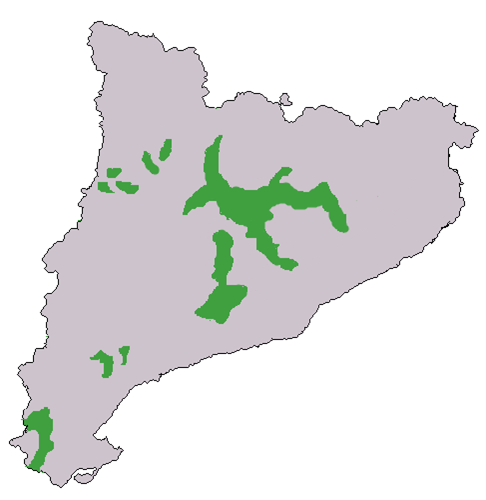
Distribució de la pinassa a Catalunya.

Pot ser una espècie relicta. Es troba majoritàriament a Espanya, que en té 350.000 hectàrees. A França, l'Oficina nacional forestal compta set emplaçaments, tots a la França continental, amb un total de tan sols 5.000 ha per a poblacions amenaçades per l'isolament a més del foc i la contaminació genètica. D'aquests, es va trobar quatre poblacions que eren similars pel que fa a la diversitat gènica dins de les seves respectives poblacions. Aquestes són les quatre àrees que van ser triades per al programa d'estudis de trasplantaments:
- Sant Guilhèm dau Desèrt (reforestació de diversos centenars d'hectàrees, i els arbres més vells de l'espècie es troben a les 219 ha de la reserva biològica estatal del "massís de Sant Guilhèm »,)[4][6] i Carlencaç als contraforts de les Cevenes (Erau) ;
- les Cevenes pròpiament dites (el bosc de Bessèja al Gard,[7][8] i a l'Ardecha);[9]
- els confins de les Cevenes amb el coll d'Uglàs (Mialet, Gard) i "zones relictes amb efectius baixos", és a dir arbredes de menys de cent arbres a les Gorges del Tarn (Losera) ;
- el Conflent (a la Catalunya del Nord).

A les Gorges del Tarn i al coll d'Uglàs, els pins tenen una diversitat més baixa, però la seva situació isolada els ha permès de conservar una gran proporció d'haplotips originals.
En algunes zones és probable que localment l'espècie no sigui autòctona o que hagi patit contaminació genètica.
Als Països Catalans, fa boscos a partir dels 500 m (excepcionalment 250 m) fins als 1.200 a Catalunya i dels 600 als 1.500 al País Valencià. No es troba a les Balears. Necessita un clima submediterrani de certa continentalitat, on pot suportar gelades excessives per a l'alzina i resisteix estius força secs. Conviu amb el roure de fulla petita (Quercus faginea) i, en la seva àrea, ocupa els indrets més àrids. Se'l troba als vessants pirinencs occidentals (de la Ribagorça al Berguedà), a l'altiplà central (Solsonès, Segarra, Anoia), a les serres de Prades, Montsant, Cardó, Ports de Beseit, Ports de Morella i Penyagolosa i, més al sud, a la Serra de Mariola. És la quarta espècie més abundant a Catalunya (amb 140.627 ha) i és la més abundant al Solsonès, que concentra més del 35% de tots els boscos de pinassa catalans, amb més de 49.500 ha.
El límit nord-occidental de la seva distribució a Catalunya és a la Catalunya del Nord, a l'oest d'Escaró, en una carena nord-sud on es va plantar, segons es diu, barrejat amb pi roig.
A la resta de la península Ibèrica, la pinassa viu al Prepirineu aragonès, a les serres de Conca i a les Serralades Bètiques.

## Hàbitat

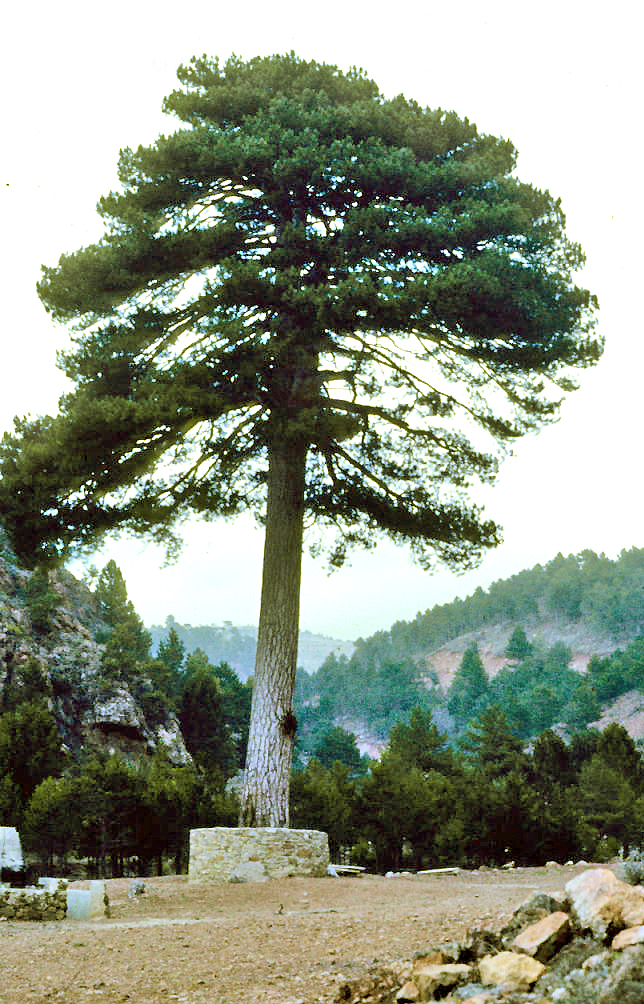
Pinassa (Gúdar-Javalambre, Terol)

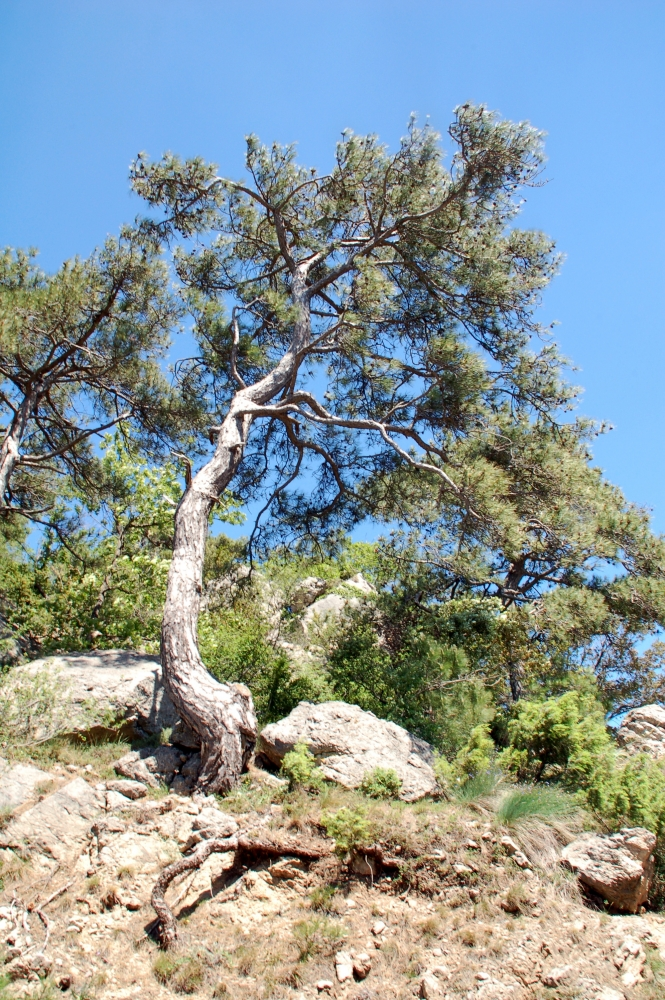
Pinassa a Sant Guilhèm dau Desèrt, a Occitània.

La fitxa Natura 2000 diu que és indiferent als substrats i està tan còmode sobre roques silícies (Catalunya del Nord i Cevenes) que sobre dolomies i calcàries com a l'Erau i els Causses. L'adaptació al substrat dolomític indica una alta tolerància al magnesi. La perifèria de la Sierra Nevada, a Espanya, hi ha poblacions importants de pinassa sobre substrat calcari. D'altra banda, el centre regional de propietat forestal de la regió de Provença-Alps-Costa Blava recomana d'evitar els sòls i les margues dolomítiques.
Cicle silvigenètic
Es coneixen exemplars de pinassa d'uns 500 anys d'antiguitat a Occitània a les Gorges del Tarn (entre el Causse Mejan i el Causse de Sauvatèrra, a Losera i en grau més baix a l'Avairon). És possible que altres individus, situats en llocs inaccessibles, siguin encara més vells, sobretot en el seu hàbitat original format per zones rocoses on generalment és raquítica. Tanmateix, si el seu hàbitat principal és de zones rocoses, no és perquè la prefereixi sinó perquè altres espècies no poden competir amb aquesta a llarg termini. Ell mateix hi creix tan sols de manera raquítica. Però hi persisteix, essent l'única espècie a llarg termini en aquest tipus de terreny. I és a partir d'aquest hàbitat primari que, sense competència, desenvolupa poblacions ben consolidades, que amplia la seva àrea d'ocupació a terrenys circumdants disponibles, paraula clau que significa específicament una vegetació forestal absent o molt escassa. Els sòls més rics li permeten de desplegar el seu potencial de creixement i creix dret, alt i en nombre. Allà, els seus individus més grans poden dominar durant uns quants segles altres espècies d'arbres, inclosos els roures. Però els primers exemplars instal·lats a l'hàbitat secundari acaben morint i els individus joves no són competitius amb altres espècies; les seves poblacions disminueixen, els fullosos durs prenen el relleu, fins a una altra ocasió en què el terreny haurà estat netejat de la seva coberta forestal. Així, el cicle silvogenètic de la pinassa dura diversos centenars d'anys. Però aquest cicle i, per tant, l'espècie, es veu amenaçat pel fort declivi general d'aquest tipus d'hàbitat.

## Característiques
La pinassa mostra les característiques morfològiques comunes amb les altres subespècies. El pi de Còrsega, que comparteix la seva distribució, es confon fàcilment amb aquest. Les variacions entre aquestes tres espècies permeten de diferenciar-los.
La silueta general dels vells exemplars de pinassa i de pi de Còrsega presenta una capçada estesa i airejada, la del pi negre és piramidal i densa. La pinassa i la pinassa austríaca (Pinus nigra subsp. nigra) porten llurs branques en angle estret, el pi de Còrsega les porta en angle recte. Els colors respectius van del verd-groc clar per de la pinassa fins al verd molt fosc de la pinassa austríaca, amb entre els dos el verd blavós del pi de Còrsega . L'escorça de les tres subespècies és escamosa a totes les edats i esquerdada en individus més grans. Però llur color difereix en els joves exemplars de cada espècie: gris per a la pinassa austríaca, marró vermellós per al pi de Còrsega i marró gris vermellós per a la pinassa.
Més de prop, es veu diferències en les branques joves, les fulles (agulles) i els brots:
L'absència de fulles (agulles) a la base de les branques de l'any és un identificador característic de la pinassa, tant per aquesta nuesa com per la color marró-ataronjat brillant de la branca a la seva base així nua. En pinassa austríaca i en Pinus nigra subsp. laricio, les agulles creixen partint de la base de les branques de l'any i la base de les branques és més apagada. És marró fosc en pinassa austríaca i marró clar en el laricio.

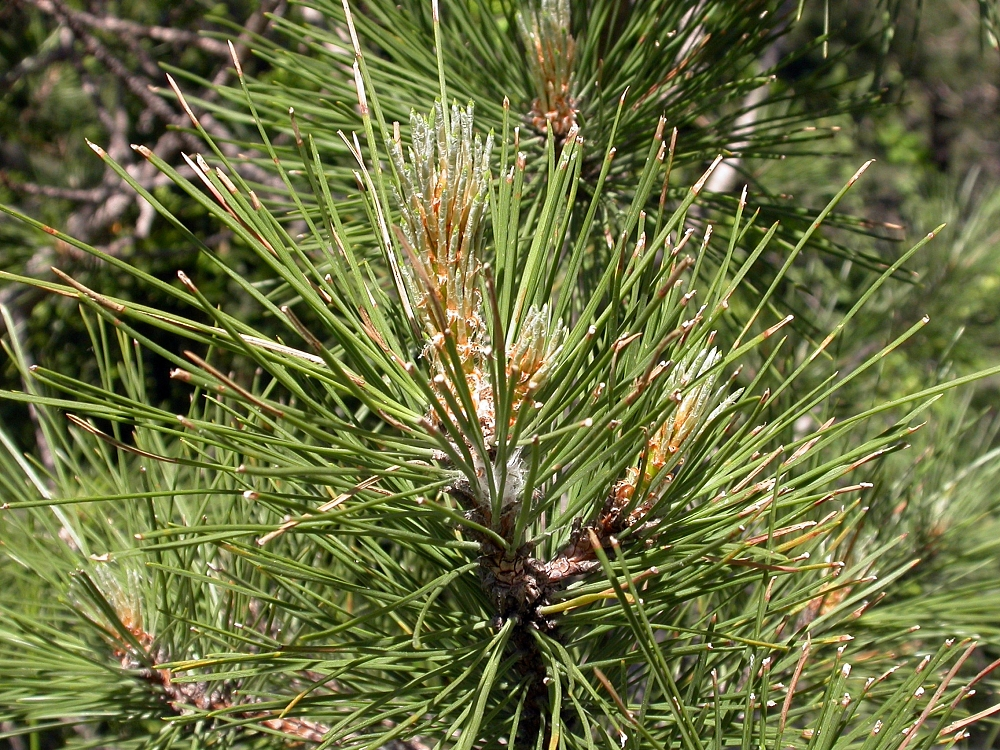
Extrem d'una branca amb fulles

Les agulles de la pinassa i del laricio no són afilades; és llur sol tret semblant. Les pinassa són de color verd clar, dretes, flexibles, inserides en un pinzell i fan de 10 a 18 cm de llarg; les del laricio són de color verd-blau, lleugerament encrespades, tancades sobre el brot i, més petites, fan de 12 a 15 cm de llarg. Les de pinassa austríaca són espinoses, rígides, de color verd fosc, sovint inserides en un hisop i fan de 9 a 16 cm de llarg.
Un estudi del 1960 va demostrar que l'epidermis de les agulles del pi negre de les Cevenes, Pirineus i Espanya, és a dir, la pinassa, mostra una fila de cel·les estretes i rectangulars, mentre que la de les agulles de pinassa o del pi de Romania (pi de Crimea) mostra una filera de cèl·lules gruixudes i quadrades.
La hipodermis de les agulles de la pinassa i Mauritània mostra dues fileres de cèl·lules, la de les agulles de pi austríac té de dues a tres fileres i la de les agulles de Pallasiana en té de tres a cinc.
Finalment, els brots de la pinassa i laricio són poc resinosos, els del pi negre són molt resinosos. En la pinassa tenen una forma punxeguda i solcada amb esquerdes. Els del laricio també són punxeguts, però llur forma és més abrupta; els del pi negre són oblongs punxeguts i tenen escates aplicades.

Les variacions de mida dels cons entre les subespècies estudiades, tant en llargada com en amplada, són d'uns mm de mitjana i difícilment es poden utilitzar per a la identificació, tot lo més per a la confirmació relativa. Amb 5,6 cm, els cons de Sant Guilhèm són, però, els més petits en llargada mitjana, i juntament amb els de Cazorla a Andalusia també són els més petits en amplada mitjana (2,6 cm) -l'amplada més gran és de 2,9 cm per als pins de Mauritània. instal·lats al Rif al Marroc.

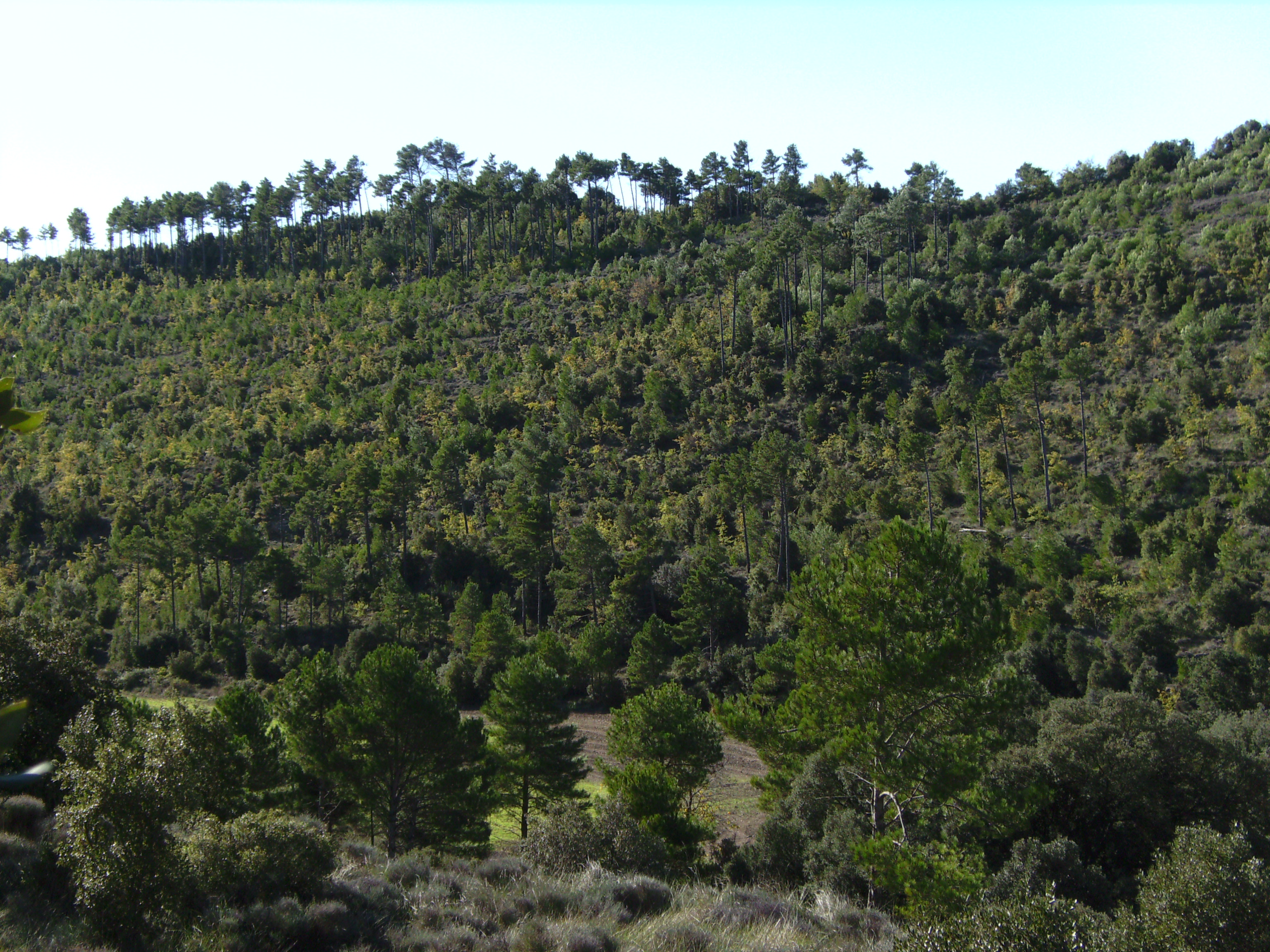
Pinasses, regeneració espontània a Catalunya.

Més difícils d'observar a ull nu, els pòl·lens de la pinassa i de Mauritània són de mida semblant i significativament més petits que el pol·len del pi de Crimea.
Per a estimar l'edat d'una pinassa, el diàmetre del tronc no és tan revelador com ho són grans taques a l'escorça i una capçada semblant a una taula.
Floreix a la primavera, i comença a donar fruits entre els 15 i els 25 anys. Els seus cons maduren en 20 mesos i alliberen les seves llavors obrint-se al voltant de febrer-març al final del període fred. Els cons mateixos poden persistir fins un any o més després de la caiguda de les llavors. Les llavors germinen ràpidament després de la sembra, amb més densitat quan el sòl que reben és nu: una coberta molt lleugera com ara matolls o gespa és benèfica, però no la presència d'altres arbres. Durant els seus dos primers anys, la plàntula mostra poc creixement: desenvolupa les seves arrels i el seu primer verticil. Aleshores el creixement visible s'accelera i l'arbre jove pot créixer de 40 a 60 cm en un any i encara més en terreny fèrtil i en bones condicions.
La pinassa ha estat poc utilitzat en projectes de reforestació, llevat per a la diversificació. És més resistent a la sequera que el pi austríac, però no és un piròfit i els incendis el perjudiquen: les seves llavors són menys nombroses i triguen més a germinar que les del pi marí (Pinus pinaster) i aquest darrer sovint és triat pels forestals com a espècie de repoblació.

## Conservació
Les impressions de cons en dipòsits de travertí i carbó vegetal en jaciments arqueològics indiquen que durant l'Holocè l'àrea de repartició de la pinassa incloïa l'est de França i la conca del nord-oest de la Mediterrània. L'espècie va desaparèixer d'aquesta regió per la competència amb altres arbres, especialment l'alzina (Quercus ilex) i el pi blanc (Pinus halepensis), desaparició afavorida per les pertorbacions antròpiques cap a la fi de l'Holocè (incendis, tala, activitats agropastorals). La decadència del seu territori es pot veure a partir de l'edat del ferro. Les pertorbacions climàtiques de la nostra època, que afavoreixen l'augmentació de la sequera i del nombre d'incendis, no poden sinó augmentar la regressió de la pinassa. A França tan sols resten poques poblacions i es reconeix clarament com a rara i en perill d'extinció. Aquest arbre solament podrà persistir al paisatge mediterrani si les mesures de protecció són suficients per a això. Tanmateix, malgrat el triple handicap de ser endèmica, rara i amenaçada, l'espècie encara no és protegida en si mateixa.
Els fulls "Hàbitat prioritari" relacionats amb aquest pi recomanen alhora una:
- gestió in situ de les poblacions i la seva diversitat genètica, mitjançant l'obertura de rodals per a afavorir la regeneració natural, o la gestió silvícola convencional amb l'eliminació dels pins negres introduïts. Per a l'INRA, tan sols els arbres de més de 150 anys són molt probablement autòctons però sobretot genèticament purs. De fet, és l'única espècie regulada pel codi forestal per la qual encara no és clar si hi ha una font genètica pura;[5]
- conservació ex situ (collita conservadora de llavors, hort de conservació amb criança de plantes empeltades o plàntules)[5]

L'acció sobre el terreny és completada per l'establiment de ZNIEFF i altres mesures de protecció que cobreixen els terrenys que acullen l'espècie. Així les 219 hectàrees de la reserva biològica del "massís de Sant Guilhèm », les 1.796 hectàrees de la ZNIEFF del « Bosc de Bordesac i Bessèja" que són contigus amb les 745 hectàrees del lloc d'interès comunitari (SIC) prop del "Pinar de pinassa a Bessèja".
A França, aquesta espècie és objecte d'empelt i d'estudis genètics i generalistes amb l'objectiu d'establir una xarxa per a la conservació dels recursos genètics i la classificació dels poblaments.
Com tots els Pinus, és prohibit d'introduir-lo a Nova Caledònia.

## Taxonomia
- Pinus clusiana subsp. salzmannii (Dunal) Cif. & Giacom., 1950 (codi d'espècie : 138828)
- Pinus clusiana Clemente, 1818 (codi de l'espècie : 113654)
- Pinus laricio proles salzmannii (Dunal) P.Fourn., 1934 (codi de l'espècie : 153636)
- Pinus laricio proles salzmannii (Dunal) Rouy, 1913 (codi de l'espècie : 153637)
- Pinus laricio subsp. leptophylla (H.Christ) EVVulf, 1927 (codi de l'espècie : 138830)
- Pinus laricio subsp. monspeliensis Koehne, 1893 (codi de l'espècie : 138831)
- Pinus laricio subsp. salzmannii (Dunal) K.Richt., 1890 (codi de l'espècie : 138834)
- Pinus laricio var. pyrenaica (Lapeyr.) Verd. & Godr., 1856 (codi d'espècie : 149495)
- Pinus laricio var. tenuifolia Parl. (codi de l'espècie : 149496)
- Pinus nigra subsp. monspeliensis (Koehne) E. Murray, 1983 (codi de l'espècie : 138842)
- Pinus pyrenaica Lapeyr., 1818 (codi de l'espècie : 113695)
- Pinus salzmannii Dunal, 1851 (codi de l'espècie : 113698),[24][25]

El manual de coníferes de Debazac (1964) utilitza el tàxon " clusiana "Per" salzmanni », i considera que la subespècie algeriana « mauretànica » s'ajunta a la subespècie « salzmannii ». Aquest darrer punt és qüestionat pels resultats dels estudis filogenètics realitzats per l'INRA el 2007-2008, dels quals ressurt que la pinassa de França i Espanya pertanyen al mateix sotaensems, i a més presenten poblacions ben diferenciades.